# Pseudomyrmex niger
Pseudomyrmex niger är en myrart som först beskrevs av Horace Donisthorpe 1940.  Pseudomyrmex niger ingår i släktet Pseudomyrmex och familjen myror. Inga underarter finns listade i Catalogue of Life.

## Bildgalleri

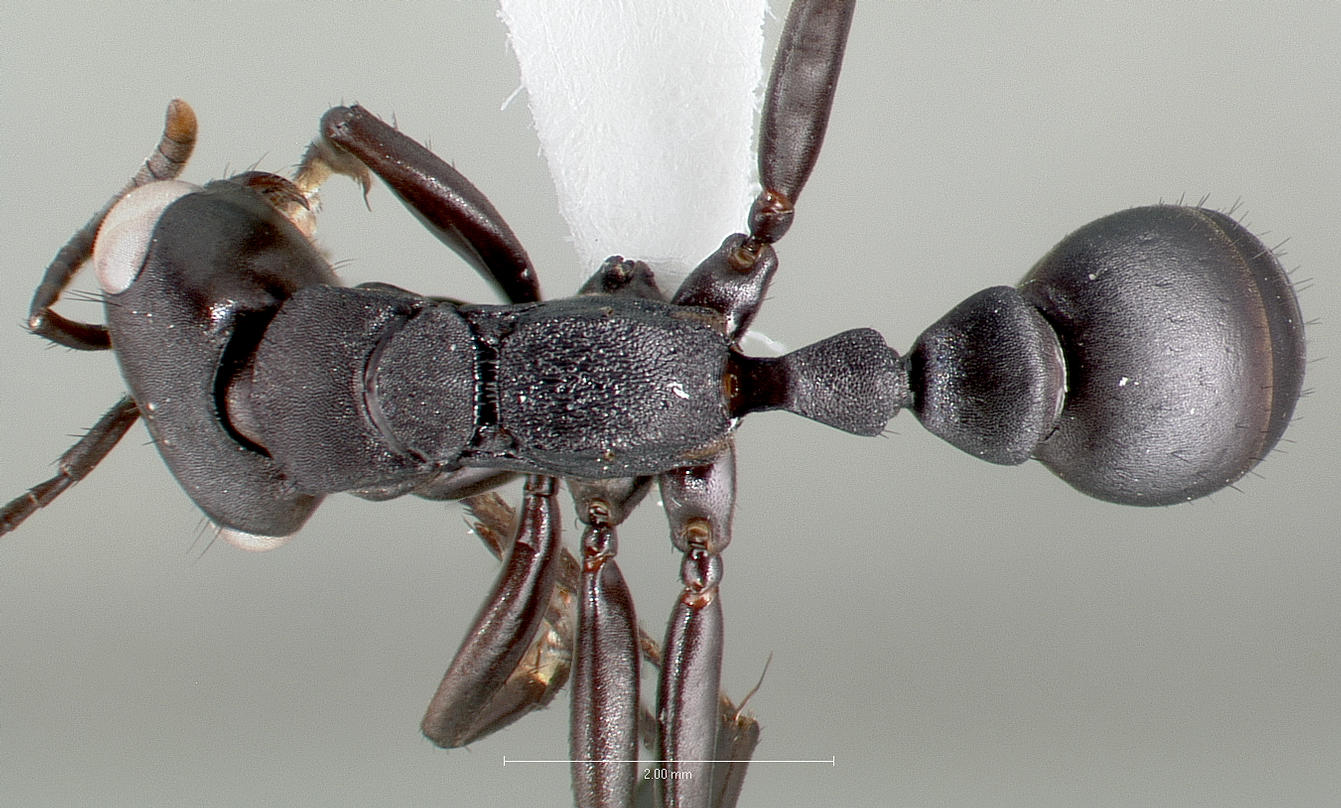
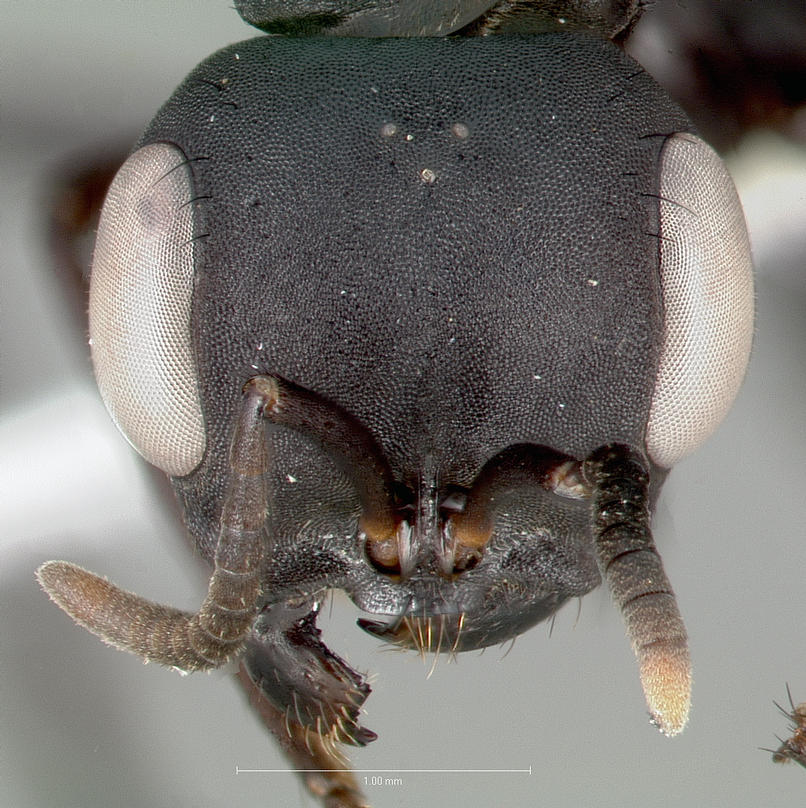
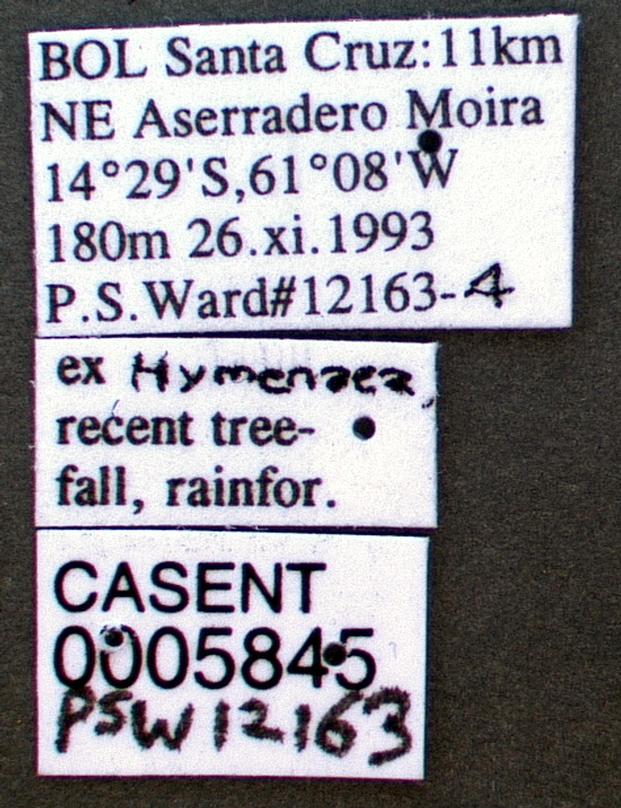
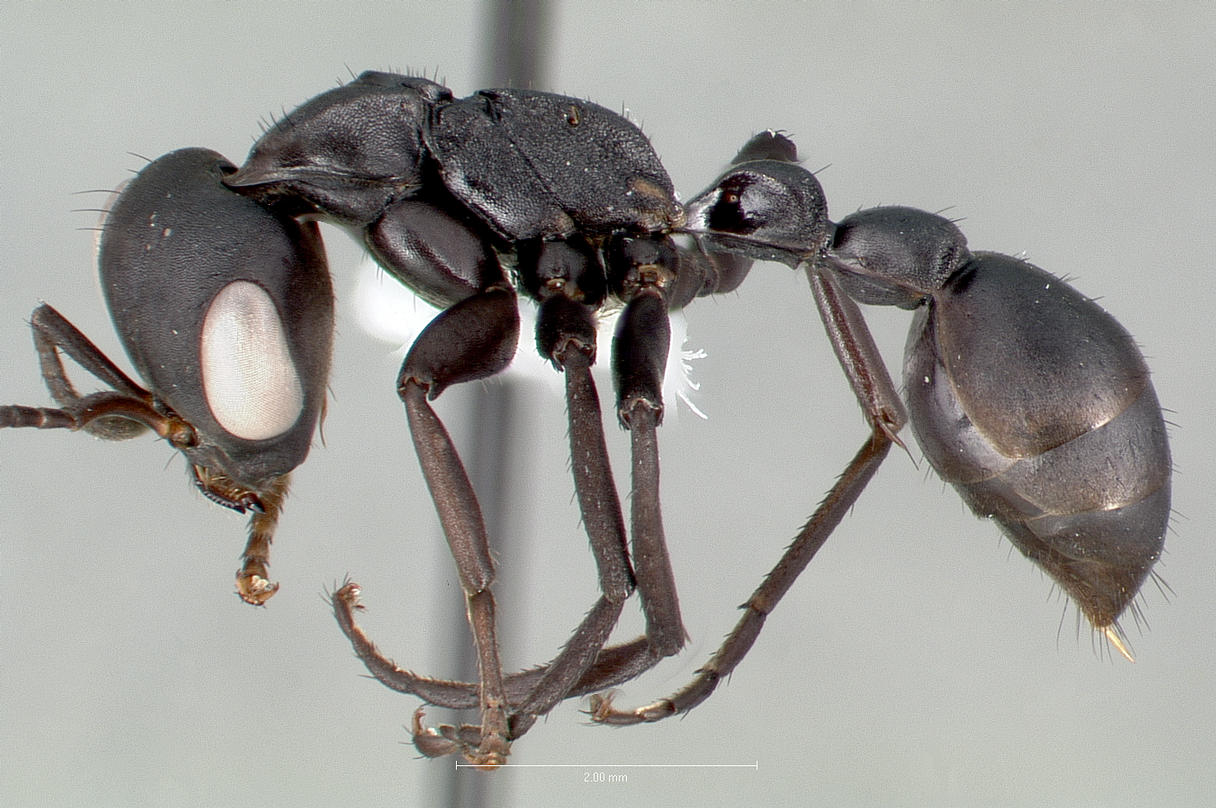